# قرار مجلس الأمن التابع للأمم المتحدة رقم 864
قرار مجلس الأمن التابع للأمم المتحدة رقم 864، المتخذ بالإجماع في 15 أيلول / سبتمبر 1993، بعد إعادة التأكيد على القرارات 696 (1991)، 747 (1992)، 785 (1992)، 793 (1992)، 804 (1993)، 811 (1993)، 823 (1993)، 834 (1993) و851 (1993)، أشار المجلس إلى استمرار الوضع في أنغولا ومضى في إدانة وفرض عقوبات دولية على يونيتا.
وأعرب مجلس الأمن عن قلقه إزاء تدهور الأوضاع السياسية والعسكرية والإنسانية في أنغولا، وأنه على الرغم من جميع القرارات والجهود السابقة، فقد عُلقت محادثات السلام ولم يسري وقف إطلاق النار. وقدم الدعم للجهود التي يبذلها الأمين العام وممثلته الخاصة مارغريت أنستي للمساعدة في حل الأزمة من خلال المفاوضات. ولذلك، ستواصل الأمم المتحدة تواجدها في أنغولا من أجل ضمان التنفيذ الكامل لاتفاقات السلام.
ومدد القرار الولاية الحالية لبعثة الأمم المتحدة الثانية للتحقق في أنغولا حتى 15 كانون الأول / ديسمبر 1993. في حالة إحراز تقدم كبير في عملية السلام، سيتم زيادة وجود القوة. وكان موقف الحكومة الأنغولية لحل النزاع سلمياً موضع ترحيب، بينما تم تذكير يونيتا بقبول نتائج انتخابات عام 1992. وأدان أيضاً يونيتا لأعمالها العسكرية ومحاولاتها الاستيلاء على الأراضي التي تسببت في معاناة السكان المدنيين والاقتصاد الأنغولي، وطالب المجلس بوقف جميع هذه الأعمال. وأدينت الهجمات التي شنتها يونيتا على موظفي الأمم المتحدة العاملين في المجال الإنساني في انتهاك للقانون الإنساني الدولي، وحث كل من يونيتا وحكومة أنغولا على ضمان سلامة موظفي البعثة الثانية وغيرهم من العاملين في المجال الإنساني. وكرر المجلس مطالبته يونيتا بالإفراج عن جميع الرهائن الأجانب المحتجزين ضد إرادتهم.
وواصل المجلس إدانة يونيتا بشدة، وحمل قيادتها المسؤولية عن عدم الامتثال لقرارات مجلس الأمن السابقة. وفي هذا الصدد، قرر أن إجراءات يونيتا والحالة في أنغولا تشكل تهديداً للسلم والأمن الدوليين، وفرض عقوبات على يونيتا بموجب الفصل السابع من ميثاق الأمم المتحدة. وفي غضون 10 أيام بعد اتخاذ القرار الحالي، ستدخل التدابير التالية حيز التنفيذ ما لم يبلغ الأمين العام أن وقف إطلاق النار ساري المفعول وتم التوصل إلى اتفاق بشأن تنفيذ اتفاق السلام وقرارات الأمم المتحدة. إذا لم يتم الالتزام بوقف إطلاق النار أو الاتفاقات، سيعاد فرض العقوبات وتصبح نافذة المفعول على الفور. مُنعت جميع الدول من بيع الأسلحة والنفط والمنتجات ذات الصلة إلى يونيتا، باستثناء بعض الأماكن التي حددتها الحكومة الأنغولية. سيتم رفع الدعاوى ضد أي أشخاص أو كيانات تنتهك القرار.
ثم تم تشكيل لجنة من مجلس الأمن لمراقبة تنفيذ القرار. كانت وظائفها:
(أ) فحص تقارير الأمين العام؛
(ب) السعي للحصول على مزيد من المعلومات من البلدان بشأن الإجراءات التي تتخذها لتنفيذ القرار الحالي؛
(ج) النظر في المعلومات المتعلقة بانتهاكات العقوبات؛
(د) تقديم تقارير دورية عن انتهاكات القرار وتنفيذه؛
(هـ) وضع مبادئ توجيهية تسهل الصادرات.
ودعا المجلس جميع الدول إلى تقديم تقرير إلى الأمين العام بحلول 15 تشرين الأول / أكتوبر 1993 بشأن التدابير التي اتخذتها، وتقديم كل المساعدة اللازمة للجنة. وسيتم النظر في فرض المزيد من الإجراءات بما في ذلك القيود على السفر والتدابير التجارية إذا لم يتم الاتفاق على وقف إطلاق النار ولم يتم تنفيذ اتفاقات السلام أو مراجعتها، إذا تم تنفيذ الاتفاق ووقف إطلاق النار.
واختتم القرار بالطلب من الأمين العام بطرس بطرس غالي تقديم تقرير عن تنفيذ القرار الحالي والتطورات الأخرى بحلول 1 تشرين الثاني / نوفمبر 1993 و15 كانون الأول / ديسمبر 1993، بما في ذلك التوصيات بشأن الدور المستقبلي للأمم المتحدة في عملية السلام.